# НДЛ-20
НДЛ-20 — надувная десантная лодка. Предназначена для десантной переправы войск.
НДЛ-20 применялась в качестве понтонов в ПВД-20 (парк воздушно-десантный).

## Техническое описание
Надувная десантная лодка НДЛ-20 состоит из бортовой и внутренней камер с пятнадцатью отсеками и матерчатого днища. Для усиления днища в промежутки между камерами укладывают фасонные листы из водостойкой фанеры.

### Комплект лодки
В комплект лодки входят: лодка, днище из фасонных листов, пять ножных мехов, пять шлангов, одиннадцать весел, запасных частей и починочного материала, чехлы для лодки и принадлежностей.

### Снаряжение лодки
Снаряжение лодки производится в следующем порядке: лодка вынимается из чехла, раскладывается на ровном месте и надувается с помощью мехов и шлангов. В начале надувания вкладывается деревянное днище. После отсоединения шлангов вентили закрываются крышками.

### Расчет личного состава
Расчет при переправе на веслах:
- десант — 20;
- гребцы — 6;
- рулевой — 1.

Расчет при переправе при помощи забортного мотора:
- десант — 25;
- моторист — 1;
- помощник моториста — 1.

### Характеристика паромов
Паром на двух лодках обеспечивает переправу артиллерийских орудий, колёсных тягачей и других грузов общим весом до 3 т и давлением на ось до 1,5 т.
Паром на трёх лодках обеспечивает переправу артиллерийских орудий, колёсных тягачей и других грузов общим весом до 5 т и давлением на ось до 2,5 т.
Паромы собираются расчётом из 10-14 человек.